# Christopher Smith (Althistoriker)

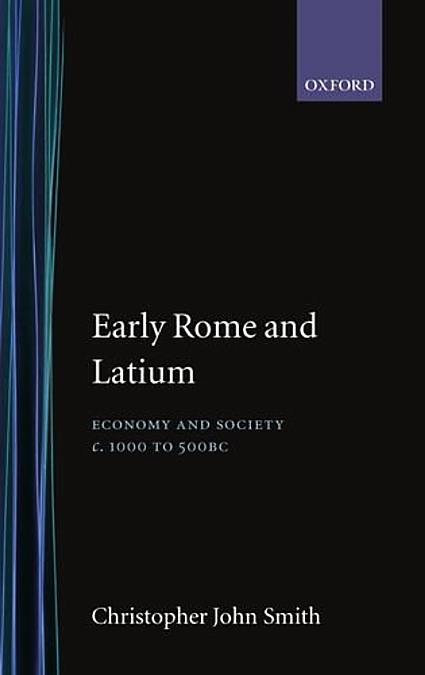
Christopher Smith: Early Rome and Latium: Economy and Society c. 1000 to 500 BC. (1996)

Christopher John Smith (* 2. Juli 1965 in Aylesbury, England) ist ein britischer Akademiker und klassischer Altertumswissenschaftler, der sich auf das frühe antike Rom spezialisiert hat. Er ist heute Professor für Alte Geschichte  an der University of St Andrews in Schottland.

## Leben und Werk
Smith besuchte zunächst die Aylesbury Grammar School und studierte ab 1984 am Keble College der Universität von Oxford klassische Altertumswissenschaft (Classics). 1988 schloss er mit einem Bachelor of Arts ab. Sein postgraduales Studium beendete er 1992 mit dem Doktortitel (Ph.D.). Im selben Jahr wechselte er als Dozent an die University of St Andrews, erhielt eine Professur und wurde Direktor (Provost) des St. Leonard’s College. Von 2009 bis 2017 war er Direktor der British School at Rome, eines Instituts zur Erforschung der klassischen Antike, und von 2012 bis 2017 Präsident der Unione internazionale degli istituti di archeologia, storia e storia dell’arte in Rom, einer Dachorganisation für mehr als 30 ausländische und italienische Forschungsinstitute. 2017 kehrte er nach St Andrews zurück und erhielt ein Hauptforschungsstipendium (Major Research Grant), das vom Leverhulme Trust finanziert wird. Die Ergebnisse des Forschungsprojekts sollen in einer Buchveröffentlichung mit dem Titel The Roman Kings: A Study in Archaeology, History and Power zusammengefasst werden.
Smith ist Mitglied (Fellow) der Society of Antiquaries of Scotland (FSA Scot), der Royal Historical Society (FRHistS), der Society of Antiquaries of London (FSA) und der Royal Society of Arts (FRSA). Darüber hinaus ist Smith korrespondierendes Mitglied des Deutschen Archäologischen Instituts, Mitglied des Istituto Nazionale di Studi Etruschi ed Italici und Mitglied der Accademia Etrusca di Cortona. 2017 wurde er in die Academia Europaea gewählt und erhielt vom Bürgermeister der Stadt Rom die Auszeichnung Cultori di Roma. 2013 brachte Smith zusammen mit Tim Cornell, Edward Bispham und John Rich eine Sammlung von Textfragmenten aus ansonsten nicht überlieferten Werken antiker römischer Geschichtsschreiber heraus. Titel der Sammlung ist The Fragments of the Roman Historians (FRHist). Zusammen mit Reinhard Feldmeier, Karen L. King, Rubina Raja, Annette Yoshiko Reed, Christoph Riedweg, Jörg Rüpke, Seth Schwartz und Markus Vinzent ist Smith Herausgeber der Zeitschrift Religion in the Roman Empire (RRE). 2023 wurde Smith in die Royal Society of Edinburgh gewählt.
Sein Forschungsinteresse gilt vor allem der sozialen und wirtschaftlichen Entwicklung des frühen Roms und Latiums in der Römischen Königszeit und der Römischen Republik. In diesem Zusammenhang beleuchtet Smith auch allgemeine Aspekte der Urbanisierung und Staatsbildung. Dazu untersucht Smith die Entwicklung und rechtliche und symbolische Bedeutung republikanischer politischer Institutionen, insbesondere der Gens, und wie diese von zeitgenössischen Quellen geprägt und in der modernen Historiographie interpretiert wurden. Daneben widmet er sich auch der antiken Geschichtsschreibung mit einem spezifischen Interesse an fragmentarisch überlieferten römischen Historikern. Im Vordergrund stehen hier neben der griechischen Geschichtsschreibung Schriftsteller wie Plutarch, Plinius der Ältere, Aulus Gellius und Cicero, maßgebliche Quellen für fragmentarische Literatur und die Epoche der späten Republik.

## Veröffentlichungen (Auswahl)
- Early Rome and Latium: Economy and Society c. 1000 to 500 BC. Oxford University Press, New York 1996, ISBN 9780198150312.
- mit Helen Parkins: Trade, Traders, and the Ancient City. Routledge, New York 1998, ISBN 9780415518925.
- mit John Serrati: Sicily from Aeneas to Augustus: New Approaches in Archaeology and History. Edinburgh University Press, Edinburgh 2000, ISBN 9780748613663.
- mit Edward Bispham: Religion in Archaic and Republican Rome and Italy: Evidence and Experience. Fitzroy Dearborn, Chicago 2000, ISBN 9781579583255.
- The Roman Clan: The Gens from Ancient Ideology to Modern Anthropology. Cambridge University Press, New York 2006, ISBN 9780521856928.
- mit Anton Powell, Tim Cornell: The lost memoirs of Augustus and the development of Roman autobiography. Classical Press of Wales, Swansea 2009, ISBN 9781905125258.
- mit Ralph Covino: Praise and Blame in Roman Republican Oratory. Classical Press of Wales, Swansea 2011, ISBN 9781905125463.
- mit Peter Derow, Liv Mariah Yarrow: Imperialism, Cultural Politics, and Polybius. Oxford University Press, Oxford 2012. ISBN 9780199600755.
- The Etruscans: A Very Short Introduction. Oxford University Press. Oxford 2014, ISBN 9780199547913.
- Die Etrusker. Reclam, Stuttgart 2016, ISBN 9783150204030.